# Edward Angus Burt
Pour les articles homonymes, voir Burt.
Edward Angus Burt est un botaniste américain, né le 9 avril 1859 à Athens en Pennsylvanie et décédé le 27 avril 1939.

## Biographie
Il est le fils d’Howard Fuller et de Miranda née Forsyth. Il fait ses études à l’École normale de l’État de New York à Albany en 1881 et obtient son Bachelor of Arts à Harvard en 1893, son Master of Arts en 1894 et son Ph. D. en 1895.
Il se marie avec Clara M. Briggs le 21 août 1884, union dont il aura quatre enfants. Il enseigne de 1880 à 1885 à l’Albana Boys’ Academy puis devient professeur d’histoire naturelle à l’École normale d’Albany de 1885 à 1891. De 1895 à 1913, il enseigne la botanique au Collège de Middlebury. De 1913 à 1918, il est professeur associé de botanique à l’université de Washington, puis professeur de 1918 à 1925. De 1913 à 1925, il est mycologue et bibliothécaire du Missouri.

## Source
- Allen G. Debus (dir.) (1968). World Who’s Who in Science. A Biographical Dictionary of Notable Scientists from Antiquity to the Present. Marquis-Who’s Who (Chicago) : xvi + 1855 p.